# 加利福尼亞金背黃鼠
加利福尼亞金背黃鼠（学名：Callospermophilus lateralis），又名金斗篷地松鼠或金背地松鼠，是松鼠科麗黃鼠屬的一种，生活在北美洲，原属美洲黃鼠屬。牠們吃種子、堅果、草莓、昆蟲及地底的真菌。鷹、松鴉、鼬鼠、狐、山貓及郊狼都會獵食牠們。牠們一般長23-30厘米。牠們與南方堆土鼠棲息在相同的環境。
加利福尼亞金背黃鼠的特徵是有像花栗鼠的斑汶及毛色，但卻沒有面部斑汶。雖然傳統上認為牠們會冬眠，但亦有發現牠們會像花栗鼠般將食物儲存在巢穴中，待春天起來時吃。加利福尼亞金背黃鼠及花栗鼠都是以頰囊來運送食物。這樣可以一方面搬運食物，另一方面保持以四足高速奔跑。
加利福尼亞金背黃鼠會挖掘長約30米的巢穴，而其入口則會藏在樹根或大石下。雌鼠每年夏天都會生產一次，每胎約大有4-6頭幼鼠。

## 外部連結
- Bryce Canyon National Park（页面存档备份，存于）